# Rywałd (gromada w powiecie starogardzkim)
Rywałd – dawna gromada, czyli najmniejsza jednostka podziału terytorialnego Polskiej Rzeczypospolitej Ludowej w latach 1954–1972.
Gromady, z gromadzkimi radami narodowymi (GRN) jako organami władzy najniższego stopnia na wsi, funkcjonowały od reformy reorganizującej administrację wiejską przeprowadzonej jesienią 1954 do momentu ich zniesienia z dniem 1 stycznia 1973, tym samym wypierając organizację gminną w latach 1954–1972.
Gromadę Rywałd z siedzibą GRN w Rywałdzie utworzono – jako jedną z 8759 gromad na obszarze Polski – w powiecie starogardzkim w woj. gdańskim na mocy uchwały nr 23/III/54 WRN w Gdańsku z dnia 5 października 1954. W skład jednostki weszły obszary dotychczasowych gromad Rywałd, Brzeźno Wielkie i Szpęgawsk ze zniesionej gminy Starogard w tymże powiecie. Dla gromady ustalono 11 członków gromadzkiej rady narodowej.
1 stycznia 1960 siedzibę gromady Rywałd przeniesiono do miasta Starogardu Gdańskiego w tymże powiecie, zachowując jednak nazwę gromada Rywałd; równocześnie do gromady Rywałd włączono obszar zniesionej gromady Kolincz oraz miejscowość Barchnowy ze zniesionej gromady Jabłowo w tymże powiecie.
1 stycznia 1962 gromadę zniesiono, a jej obszar włączono do gromady Kokoszkowy z siedzibą w Starogardzie Gdańskim w tymże powiecie.